# Чевкін Володимир Іванович
Володи́мир Іва́нович Че́вкін (рос. Владимир Иванович Чевкин; * 1754 — † 18 січня (30 січня) 1831) — дійсний статський радник. Подільський цивільний губернатор (1801—1808).

## Біографія

### Родовід
Володимир Іванович походив із давнього дворянського роду Чевкіних. Як і багато дворян у Росії, вони створили родовідну легенду про своє походження. Як і Кокошкіни, Лопухіни, Ушакови та інші роди, Чевкіни вели родовід від князя касогів Редеді, якого 1022 року переміг князь Мстислав Володимирович Хоробрий (син хрестителя Русі Володимира Великого, брат Ярослава Мудрого). Легендарний нащадок Редеді в сьомому коліні, Андрій Васильович Чевка, вважався родоначальником Чевкіних.
Можливо, що своє прізвисько, а чевкою на Вологодщині в давнину називали невелику пташку, Чевкіни отримали за характерні для багатьох представників цього роду маленький зріст і холеричний темперамент.
Проте реально коріння роду простежуються лише з першої половини XVII століття, коли в документах згадується воєвода Василь Петрович Чевкін. Його нащадок, Наум Григорович Чевкін (дід Володимира Івановича), стольник і офіцер лейб-гвардії Преображенського полку, був одним з улюбленців російського імператора Петра I. Його син Іван Наумович (батько Володимира Івановича), поміщик Рязького і Володимирського повітів, досяг на службі чину підполковника. У XVII — першій половині XVIII століття Чевкіни володіли невеликими маєтками в низці губерній центральної Росії, переважно в Рязанській. Крім Володимира, Іван Наумович мав ще двох синів — Олександра й Олексія. Сім'я володіла невеликим маєтком у 200 душ у Нижньогородській губернії.

### Військова кар'єра
Володимир Чевкін виховувався в сухопутному шляхетному кадетському корпусі. 1770 року звідти його випустили підпоручиком у Московський легіон. 1771 року Чевкіна, підвищивши у званні до поручика, перевели в Дністровський піхотний полк. Брав участь в атаці та штурмі Перекопської лінії, був при взятті Кафи. Перебуваючи на службі в тому ж полку, у 1772—1774 роках брав участь у багатьох діях проти кримських татар. У 1777 році Чевкін, підвищений у званні до секунд-майора, переведений у Полтавський пікінерний полк, а 1787 року — в Стародубський карабінерний полк. Був у польському поході. 1788 року, перебуваючи в передовому корпусі, був при захопленні Ясс. Того ж 1788 року брав участь у битві при Салчі, був при бомбардуванні Ізмаїла та Бендер.
1790 року Чевкіна перевели, з підвищенням до підполковника, до Астраханського гренадерського полку. Він брав участь у справах проти польських конфедератів. 1793 року, перебуваючи вже в чині полковника, був переведений у Ніжинський карабінерний полк. 1795 року Чевкін отримав орден святого Георгія четвертого ступеня.
30 вересня 1797 року Чевкіну надали звання генерал-майора і призначили шефом Ямбурзького кірасирського полку. В січні 1798 року він був звільнений зі служби, але через 10 місяців призначений шефом того ж полку.

### Подільський губернатор
25 січня 1800 року Чевкін був звільнений зі служби з відставкою, а 5 травня 1801 року призначений подільським цивільним губернатором і невдовзі перейменований на дійсного статського радника. 1809 року Чевкін залишив службу.
Помер 18 січня 1831 року.

## Сім'я
Дружина Софія Хржановська. Син Олександр був генеральним консулом у Генуї, помер 1887 року. Син Костянтин (1802—1875) став генералом від інфантерії .